# KRISS Vector
Die KRISS Vector (abgeleitet von Kris) ist eine von KRISS USA (vormals Transformational Defense Industries) entwickelte Maschinenpistole. Eine technische Besonderheit dieser Waffe ist ein teilweise senkrecht bewegter Masseverschluss.

## Technik

Verschlusssystem der Vector

Der Grundgedanke hinter der TDI KRISS Vector ist gute Kontrollierbarkeit von Feuerstößen. Durch einen zum Großteil nach unten geführten Verschluss und im Verhältnis zum Griff niedrigen Lauf verringert das von Renaud Kerbrat und Weiteren (siehe Patentinformation) entwickelte sogenannte Super V System den Rückstoß. Dieses System ist ein unverriegelter Masseverschluss, der durch die nach unten gleitende Komponente des Verschlusses mehr Platzbedarf als andere Verschlüsse hat.
Nach firmeneigenen Tests fiel der Anstieg der Mündung um 90 % und der gefühlte Rückstoß um 60 % geringer aus als bei der HK MP5, wobei Letztere im Kaliber 9 × 19 mm und die TDI KRISS Vector mit der größeren .45 ACP getestet wurde. Die TDI KRISS Vector wurde der höheren Mannstoppwirkung wegen für das Kaliber .45 ACP ausgelegt. Die Entwicklung von Selbstladeflinten mit dem Super V System ist nach Herstellerangaben weitestgehend abgeschlossen. Ein Projekt zur Entwicklung von Maschinengewehren im Kaliber 12,7 × 99 mm NATO mit dem Super V System findet in Kooperation mit dem Armament Research, Development and Engineering Center (ARDEC) der US Army im Picatinny Arsenal statt.

## Modellvarianten
| Variante      | Gesamtlänge mm | Rohrlänge mm | Höhe mm | Gewicht kg | Feuermodi                                  | Magazin (Schuss)        | Eff. Reichweite m |
| ------------- | -------------- | ------------ | ------- | ---------- | ------------------------------------------ | ----------------------- | ----------------- |
| Vector SMG    | 617 (406)      | 140          | 175     | 2,5        | halb-, vollautomatisch, 2-Schuss-Feuerstoß | Stangenmagazin (13, 30) | 100               |
| Vector SBR    | 617 (406)      | 140          | 175     | 2,5        | halbautomatisch                            | Stangenmagazin (13, 30) | 100               |
| Vector CRB/SO | 884 (673)      | 406          | 175     | 2,6        | halbautomatisch                            | Stangenmagazin (13, 30) | 150               |
| 1. 2.         |                |              |         |            |                                            |                         |                   |

## Patent-Informationen
- Patent  US2004025680: Firearm with enhanced recoil and control characteristics. Veröffentlicht am 12. Februar 2004, Anmelder: GAMMA KDG SYSTEMS SA, Erfinder: JEBSEN JAN HENRIK [CH]; KERBRAT RENAUD [CH]; JENNY KLAUS [CH].‌
- Patent  US2010064566: Firearm with enhanced recoil and control characteristics. Veröffentlicht am 18. März 2010, Anmelder: GAMMA KDG SYSTEMS SA, Erfinder: JEBSEN JAN HENRIK [CH]; KERBRAT RENAUD [CH]; JENNY KLAUS [CH].‌